# McConnelsville
McConnelsville és una població dels Estats Units a l'estat d'Ohio. Segons el cens del 2000 tenia 1.676 habitants.

## Demografia
Segons el cens del 2000, McConnelsville tenia 1.676 habitants, 805 habitatges, i 445 famílies. La densitat de població era de 367,7 habitants per km².
Dels 805 habitatges en un 25% hi vivien nens de menys de 18 anys, en un 40,5% hi vivien parelles casades, en un 11,4% dones solteres, i en un 44,6% no eren unitats familiars. En el 42,4% dels habitatges hi vivien persones soles el 26,2% de les quals corresponia a persones de 65 anys o més que vivien soles. El nombre mitjà de persones vivint en cada habitatge era de 2,08 i el nombre mitjà de persones que vivien en cada família era de 2,84.
Per edats la població es repartia de la següent manera: un 22,8% tenia menys de 18 anys, un 6,6% entre 18 i 24, un 24,6% entre 25 i 44, un 22,7% de 45 a 60 i un 23,3% 65 anys o més.
L'edat mediana era de 42 anys. Per cada 100 dones de 18 o més anys hi havia 70,7 homes.
La renda mediana per habitatge era de 25.563 $ i la renda mediana per família de 39.769 $. Els homes tenien una renda mediana de 31.615 $ mentre que les dones 19.537 $. La renda per capita de la població era de 17.818 $. Aproximadament el 13,7% de les famílies i el 18,1% de la població estaven per davall del llindar de pobresa.

## Poblacions més properes
El següent diagrama mostra les poblacions més properes.